# Chotárny potok (dopływ Kamienki)
Chotárny potok – potok na Słowacji, dopływ Kamienki w dorzeczu Popradu. Wypływa na wysokości około 920 m na południowych stokach szczytu Horbáľová (1010 m) na północno-wschodnich krańcach pasma Magury Spiskiej. Spływa w kierunku północno-wschodnim doliną wciosową między grzbietem  Horbáľovej i grzbietem odbiegającym na wschód od bezimiennego szczytu Magury Spiskiej. W grzbiecie tym znajduje się wzniesienie Havrilová (857 m). Na wysokości około 600 m uchodzi do Kamienki jako jej prawy dopływ.
Zlewnia Chotárnego potoku w całości znajduje się na obszarze Magury Spiskiej. Tylko częściowo są to tereny porośnięte lasem, dolina potoku jest bowiem bezleśna, zajęta przez pola uprawne i zabudowania miejscowości Kamionka (Kamienka).